# Jiří Menzel
Jiří Menzel (23. února 1938 Praha – 5. září 2020 Praha) byl český filmový a divadelní režisér, herec a spisovatel. Je jedním z mála českých filmařů oceněných Oscarem, proslavil se zejména adaptacemi děl Bohumila Hrabala.

## Život
Narodil se v roce 1938 v Praze jako syn spisovatele a scenáristy Josefa Menzela. V roce 1962 ukončil studium režie u Otakara Vávry na FAMU v Praze. V šedesátých letech 20. století se svou tvorbou zařadil mezi zakladatele filmové československé nové vlny. Hned jeho první celovečerní film Ostře sledované vlaky podle literární předlohy jeho oblíbeného autora – Bohumila Hrabala – z roku 1966 získal Oscara za nejlepší zahraniční film. Další z jeho filmů Vesničko má středisková byl na Oscara nominován v roce 1985. Trezorový film Skřivánci na niti obdržel v roce 1990 cenu Zlatý medvěd na Mezinárodním filmovém festivalu v Berlíně, on sám pak roku 1996 získal Českého lva za dlouholetý umělecký přínos českému filmu.
V roce 1977 podepsal tzv. Antichartu, která odsuzovala prohlášení Charty 77. Později v rozhovoru uvedl, že komunistickému režimu tehdy sloužila většina Čechů a on se za svůj podpis nestydí, protože je to ostuda především těch, kteří ho k podpisu donutili.
V letech 1977–1979 byl členem souboru Divadla Járy Cimrmana, k čemuž se dostal přes přátelství se Zdeňkem Svěrákem a Ladislavem Smoljakem, s nimiž rok předtím natočil podle jejich scénáře film Na samotě u lesa. Zejména se Svěrákem spolupracoval často, obsadil ho do malých rolí v několika svých filmech (první byl Zločin v šantánu) a s velkým úspěchem realizoval jeho scénář k filmu Vesničko má, středisková.
Od sedmdesátých let se věnoval i divadelní režii (sám o sobě prohlašoval, že je hlavním povoláním divadelní režisér, který se jen pouhou náhodou dostal k filmování). Jako divadelní režisér působil také v zahraničí, například v bulharské Sofii i v bývalé Jugoslávii. Spolupracoval zejména s pražskými divadly – Činoherní klub, Vinohradské divadlo.

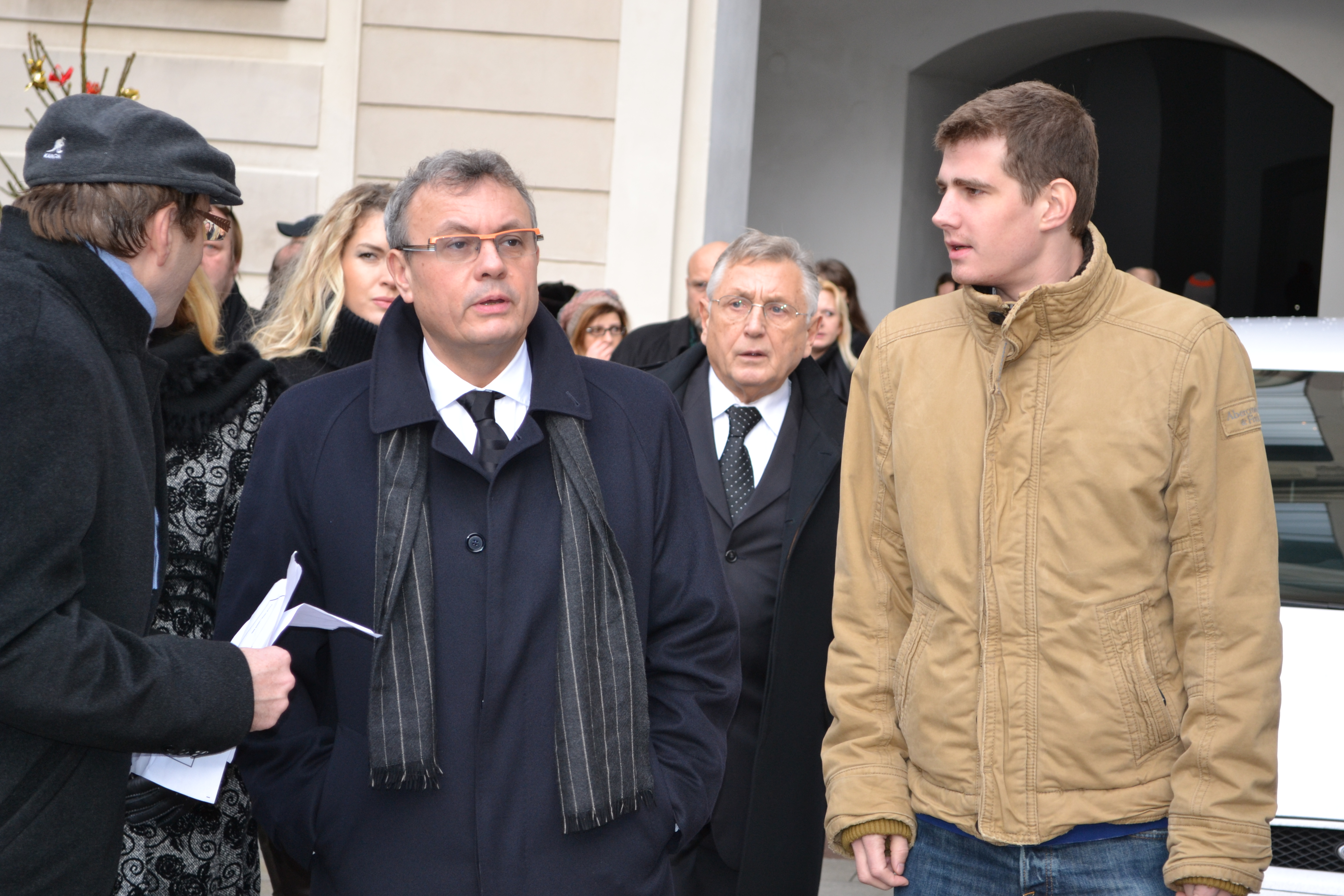
Bývalý ministr Vladimír Dlouhý, Jiří Menzel a jeho manželka Olga na pohřbu Václava Havla

Vyučoval na pražské FAMU a byl zahraničním členem Americké filmové akademie. Je nositelem vysokého francouzského uměleckého titulu Řád umění a literatury (Chevalier des Arts et Lettres). Stal se zakladatelem kabelové televize CS film.
V 90. letech přispíval pravidelnými fejetony do bulvárního časopisu Story, jeho rubrika se jmenovala „Tak nevím“. Pod tímto titulem tyto texty později vyšly i knižně.
Koncem října 2004 se ve svých šestašedesáti letech oženil, během cesty po Asii si v Thajsku po pětileté známosti vzal o čtyřicet let mladší Olgu Kelymanovou (* 25. ledna 1978). 11. prosince 2008 se jeho manželce narodila dcera Anna Karolína. V roce 2015 se narodila druhá dcera Eva Maria Menzelová.
V listopadu 2017 podstoupil náročnou operaci, která trvala několik hodin.
Zemřel dne 5. září 2020 ve věku 82 let na komplikace virózy covid-19. Jeho hrob s náhrobkem od Davida Vávry je na Vyšehradském hřbitově.

## Filmografie

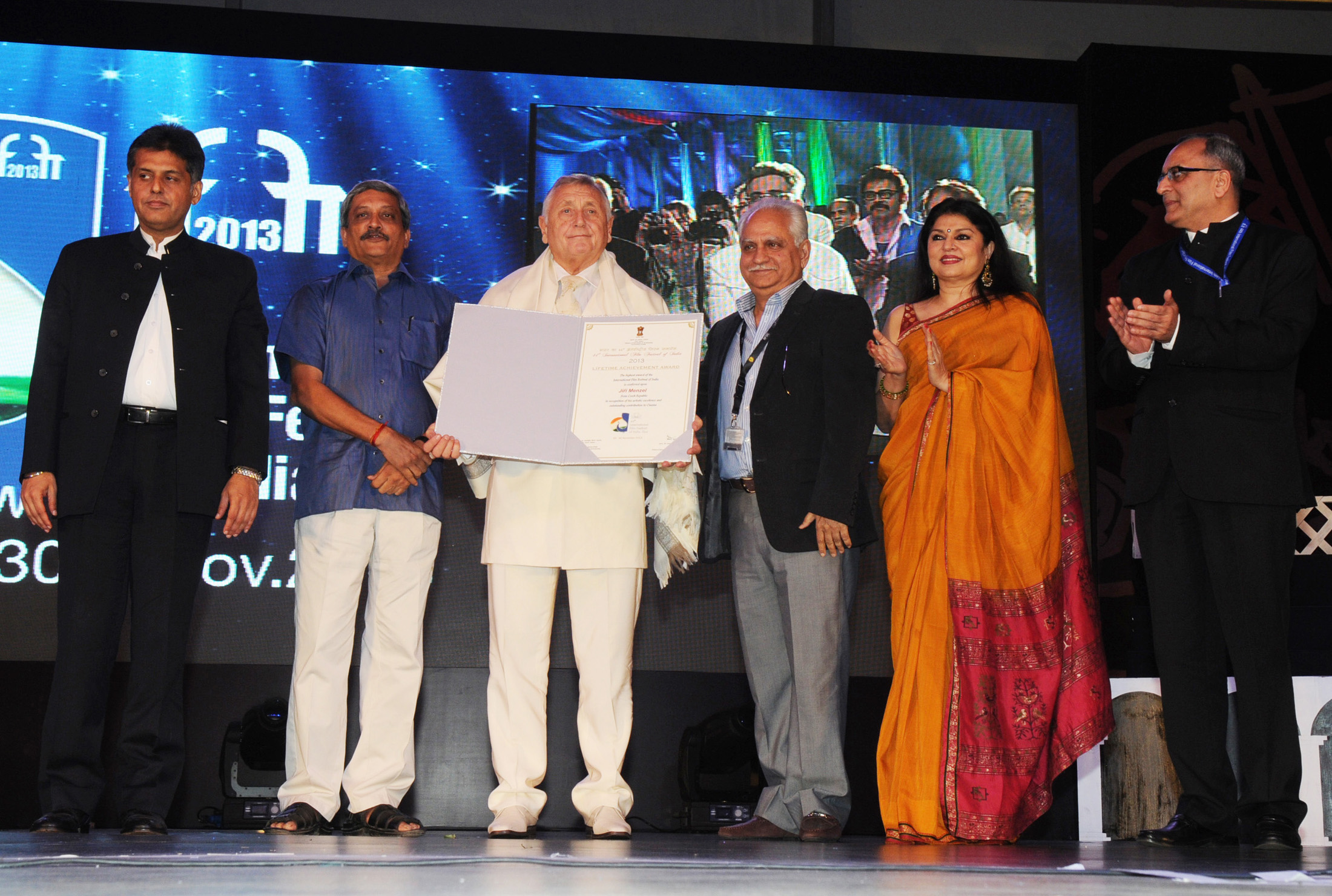
Menzel převzal na mezinárodním filmovém festivalu v indickém Goa cenu za celoživotní přínos kinematografii

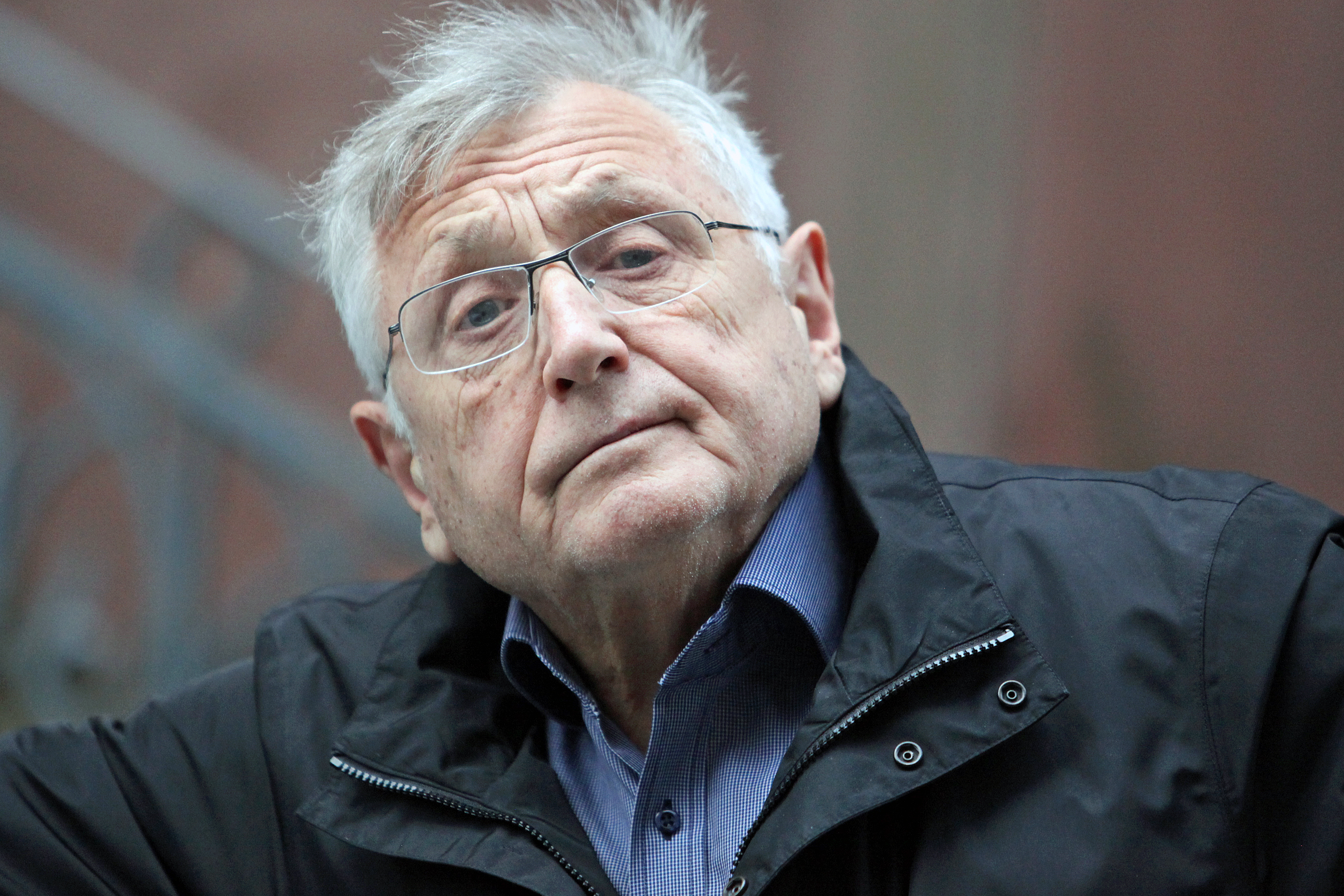
Jiří Menzel v německém Wiesbadenu v roce 2016

### Režie
- 1963 – Umřel nám pan Foerster
- 1965 – Perličky na dně
- 1965 – Zločin v dívčí škole
- 1966 – Ostře sledované vlaky (Closely Watched Trains)
- 1968 – Zločin v šantánu
- 1968 – Rozmarné léto
- 1969 – Skřivánci na niti
- 1974 – Kdo hledá zlaté dno
- 1976 – Na samotě u lesa
- 1978 – Báječní muži s klikou
- 1980 – Postřižiny
- 1983 – Slavnosti sněženek
- 1985 – Čokoládoví čmuchalové
- 1985 – Vesničko má středisková (My Sweet Little Village)
- 1989 – Konec starých časů (End of Old Times)
- 1990 – Žebrácká opera (Beggar's Opera)
- 1994 – Život a neobyčejná dobrodružství vojáka Ivana Čonkina
- 2002 – povídka One Moment v projektu Dalších deset minut (Ten Minutes Older)
- 2006 – Obsluhoval jsem anglického krále (I Served the King of England)
- 2013 – Donšajni (pracovní název Sukničkáři)

### Herec
Ačkoliv Menzel proslul primárně jako režisér, jeho herecká činnost je rovněž významná. Většinou ztvárňoval menší role, několikrát si ale zahrál i jednu z hlavních. Do svých vlastních filmů se obsazoval jen někdy (nejvýrazněji Báječní muži s klikou a Rozmarné léto), častěji hrál ve snímcích jiných režisérů. Pro svůj intelektuálský zjev a specifický projev hrál velmi často různé doktory nebo vědce.
- 1964 – Místo v houfu
- 1964 – Kdyby tisíc klarinetů
- 1964 – Každý den odvahu
- 1964 – Obžalovaný
- 1965 – Nikdo se nebude smát
- 1965 – Bloudění
- 1966 – Ostře sledované vlaky – lékař
- 1967 – Soukromá vichřice
- 1967 – Dita Saxová
- 1966 – Návrat ztraceného syna
- 1966 – Hotel pro cizince
- 1966 – Flám
- 1968 – Zločin v šantánu
- 1968 – Spalovač mrtvol – Dvořák
- 1968 – Rozmarné léto – kouzelník Arnoštek
- 1970 – Nevěsta
- 1973 – 30 panen a Pythagoras – prof. matematiky Ludolf
- 1976 – Hra o jablko – dr. John
- 1978 – Báječní muži s klikou – Jan Kolenatý
- 1979 – Modrá planeta
- 1979 – Hra na tělo
- 1981 – Buldoci a třešně
- 1981 – Upír z Feratu – dr. Marek
- 1982 – Srdečný pozdrav ze zeměkoule – dr. Jánský
- 1983 – Fandy, ó fandy (režie Karel Kachyňa)
- 1986 – Utíkejme už jde
- 1989 – Něžný barbar (režie Petr Koliha) – Doktor
- 1990 – Marta a já
- 1990 – Zvláštní bytosti
- 1991 – Obecná škola (režie Jan Svěrák)
- 1992 – Das lange Gespräch mit dem Vogel (režie Krzysztof Zanussi)
- 1993 – Petite Apocalypse (režie Costa-Gavras)
- 1994 – Joint Venture (režie Dieter Berner)
- 1995 – Má je pomsta (režie Lordan Zafranović)
- 1995 – Jak si zasloužit princeznu (režie Jan Schmidt)
- 1996 – Truck Stop (režie Michael Muschner)
- 1996 – Hospoda – doktor Prášek
- 1996 – Draculův švagr
- 1997 – Franciska vasárnapjai (režie Sándor Simó)
- 1998 – Ab ins Paradies (režie Iva Švarcová)
- 1999 – Všichni moji blízcí (režie Matej Mináč)
- 2000 – Sametová kocovina
- 2002 – Útěk do Budína (režie Miloslav Luther)
- 2002 – Potonulo groblje (režie Mladen Juran)
- 2007 – Medvídek
- 2009 – Operace Dunaj, Vyprávěj
- 2018 – Tlumočník

## Divadlo Járy Cimrmana
Jiří Menzel působil v souboru Divadla Járy Cimrmana krátce koncem 70. let. Objevil se v těchto hrách a rolích:
- Dlouhý, Široký a Krátkozraký – Děd Vševěd
- Vražda v salonním coupé – Továrník Meyer
- Němý Bobeš – Lékař

Menzela vystupování u Cimrmanů bavilo, ale po dvou sezónách odešel, protože mu na to nezbýval čas. Zdeněk Svěrák se k tomu vyjádřil ve svém deníku: „Sezóna 1980/81 máme o dva muže míň. (Jsou myšleni Josef Koudelka, který emigroval do Západního Německa, a František Petiška, který zemřel na infarkt.) Ani Menzel nám není nic platný – buď je v cizině, nebo točí. Teď Postřižiny.“ Svěrák také vzpomínal, že Menzel zpočátku nepochopil správně cimrmanologický způsob přednášení a snažil se „hrát vědce“, místo aby byl civilní jako ostatní.

## Knihy
- MENZEL, Jiří. Tak nevím. [s.l.]: Motto, 2011. 152 s. ISBN 978-80-7246-617-7.
- MENZEL, Jiří. Tak nevím podruhé. [s.l.]: Motto, 1998. Dostupné online. ISBN 80-85872-91-9.
- MENZEL, Jiří. Rozmarná léta. [s.l.]: Slovart, 2013. 424 s. ISBN 978-80-7391-816-3.